# Walter Wissenbach
Walter Wissenbach (* 15. November 1957 in Schwarmstedt) ist ein deutscher Rechtsanwalt und Politiker (Bündnis Deutschland, AfD). Er war von 2019 bis 2024 Abgeordneter des Hessischen Landtages.

## Leben
Wissenbach studierte Rechtswissenschaft und ist als Rechtsanwalt in Hessen tätig.
Er war zunächst Mitglied der hessischen AfD und kandidierte bei der hessischen Landtagswahl 2018 auf Listenplatz 16 sowie im Wahlkreis Main-Kinzig II. Ihm gelang der Einzug in den Hessischen Landtag.
Wissenbach galt als hessischer Vertreter der Gruppierung Alternative Mitte und war Mitglied im Bundesschiedsgericht der Partei. Im Dezember 2022 trat er gemeinsam mit seinem Abgeordnetenkollegen Rainer Rahn aus der AfD aus.
Von Januar 2023 bis Oktober 2024 war Wissenbach Mitglied von Bündnis Deutschland.
Bei der Landtagswahl 2023 erhielt Wissenbach kein Mandat mehr und schied somit im Januar 2024 aus dem Landtag aus.
Wissenbach ist geschieden und hat zwei Kinder. Er wohnt in Hanau.